# Dario Bonetti
Dario Bonetti (San Zeno Naviglio, 1961. augusztus 5. –) olasz válogatott labdarúgó-hátvéd, edző, majd szövetségi edző.

## Mérkőzései az olasz válogatottban
| #  | Dátum              | Ellenfél    | Eredmény | Kiírás              | Esemény |
| -- | ------------------ | ----------- | -------- | ------------------- | ------- |
| 1. | 1986. október 8.   | Görögország | 2 – 0    | barátságos mérkőzés |         |
| 2. | 1986. november 15. | Svájc       | 3 – 2    | Eb-selejtező        |         |

## Sikerei, díjai

### Játékosként
AS Roma:
- Serie A ezüstérmes: 1983-84, 1985-86
- Serie A bronzérmes: 1981-82
- BEK döntős: 1984

Juventus FC:
- UEFA-kupa győztes: 1990

UC Sampdoria:
- BEK döntős: 1992

### Edzőként
FC Dinamo București:
- Román labdarúgókupa győztes: 2011-12
- Román labdarúgó-szuperkupa győztes: 2012-13